# Língua polaca
A língua polaca (português europeu) ou língua polonesa (português brasileiro) (język polski) é uma língua eslava ocidental, falada por cerca de 60 milhões de pessoas, a maioria das quais vive na Polónia (português europeu) ou Polônia (português brasileiro). É também falada na Lituânia (400 000), Bielorrússia (1 milhão), Ucrânia, Brasil (em várias cidades dos estados do Rio Grande do Sul, Santa Catarina, Paraná e em São Paulo), mas também no Reino Unido, na França, na Argentina, nos Estados Unidos, em Israel e no Canadá e em outros países. Esse idioma é a língua eslava mais falada depois do russo.
A literatura polaca já conquistou cinco prêmios Nobel: Henryk Sienkiewicz (1905), Władysław Reymont (1924), Czesław Miłosz (1980), Wisława Szymborska (1996) e Olga Tokarczuk (2019).

## História
A história dessa língua divide-se em quatro períodos: antigo (séculos XII - XVI), médio (século XVI - 1780), novo (1780 - 1945) e moderno.
A língua polaca pertence ao ramo lequítico do grupo ocidental eslavo, junto com dialetos extintos dos eslavos que viveram a leste dos rios Odra e Elba. A história registrada da língua polaca começa com uma bula papal redigida em latim em 1136 pelo arcebispo de Gniezno, na qual aparecem 410 nomes, pessoais e geográficos, em polaco. O registro mais antigo da língua é datado do século XIII, sendo do século XIV o texto contínuo mais antigo.
No século XVI já se pode falar de língua literária mais ou menos normativa, que contém algumas características do dialeto da região da Grande Polônia, no oeste do país, e da região da Pequena Polônia, no sudeste, estando a história da época da Polônia conectada com os centros político-religiosos dessas regiões (Gniezno, Poznań e Cracóvia). As influências diferenciadas de ambos dialetos acabaram com a seleção da variante mais próxima ao Checo, que teve forte influência no começo do século X, quando o cristianismo entrou na Polónia via Boémia. A língua literária polaca teve desenvolvimento contínuo desde então, ainda que o latim tenha sido um sério adversário, concorrendo com o polaco até o final do século XVIII.
Em 1924, o novelista Władysław Reymont ganhou o Prémio Nobel de Literatura. Outros novelistas e poetas que também ganharam o Nobel foram Henryk Sienkiewicz em 1905, Czesław Miłosz em 1980 e Wisława Szymborska em 1996.

## Dados
O polaco é a língua materna de quase 39 milhões de pessoas que vivem na Polónia e de cerca de 15-20 milhões que vivem  em outros países.

## Dialectos
O território linguístico polaco divide-se tradicionalmente em cinco grandes zonas dialectais, correspondentes às regiões histórico-geográficas da Grande Polônia, Pequena Polônia, Silésia e Cassúbia. Essa divisão não inclui os territórios do Oeste e do Norte (aproximadamente 25% do território polaco atual) que foram ganhos da Alemanha após a Segunda Guerra Mundial e que estavam povoados pelos chamados falantes de novos dialectos criados como resultado das movimentações populacionais do pós-guerra.
A maioria dos falantes dialectais mostram tendência à diglossia, ou seja, falam duas línguas, a forma dialectal e a língua normativa.
A língua cassúbia, considerada pelos linguistas polacos durante o regime comunista apenas um dialecto do polaco (por razões políticas), goza agora do estatuto oficial de uma língua regional e, como tal, é protegida e promovida pelo estado polaco.

## Ortografia
O polaco contemporâneo possui sete fonemas vocálicos e 35 consonantais, representados pelo alfabeto latino, com alguns sinais diacríticos. Os sons que não existiam no latim foram transcritos com a utilização de dígrafos, como sz (fricativa sibilante surda), cz (africada surda); ou por meio de marcas diacríticas como ś e ź, procedentes do tcheco. O único sinal exclusivo do alfabeto polaco é a letra Ł, que soa como a vogal u.
Ao longo de sua evolução, o polaco deixou de distinguir entre vogais longas e breves.
O polaco é a única língua eslava que possui vogais nasais (ą  e  ę), originárias das vogais nasais do antigo eslavo. É uma língua muito flexionada e os verbos conjugam-se variando em gênero, pessoa e número; a ordem das palavras na frase é bastante flexível, por conta da clareza dada pela declinação de substantivos e adjetivos.

## Alfabeto
O alfabeto polaco tem 35 caracteres; 9 são vocálicos e 26 são consonânticos.
| A   | Ą     | B    | C     | Ć      | D    | E   | Ę     | F    | G      | H    | I   | J     | K    | L    | Ł    | M    | N    | Ń     | O   | Ó   | P    | Q    | R    | S    | Ś     | T    | U   | V     | W    | X     | Y       | Z     | Ź      | Ż     |  |
| a   | ą     | b    | c     | ć      | d    | e   | ę     | f    | g      | h    | i   | j     | k    | l    | ł    | m    | n    | ń     | o   | ó   | p    | q    | r    | s    | ś     | t    | u   | v     | w    | x     | y       | z     | ź      | ż     |  |
| (a) | (oun) | (bé) | (tse) | (tché) | (dé) | (e) | (eun) | (ef) | (guie) | (há) | (i) | (iot) | (ca) | (el) | (eu) | (em) | (en) | (enh) | (o) | (u) | (pé) | (qu) | (ér) | (és) | (éch) | (te) | (u) | (fau) | (vu) | (ics) | (igrek) | (zet) | (giét) | (jet) |  |

As letras "Q", "V", e "X" — "q", "v", e "x" aparecem apenas em palavras de origem estrangeira. São chamados "caracteres históricos" e não são considerados parte do alfabeto polaco contemporâneo.

## Tipologia linguística
- Alinhamento morfológico — é uma língua sintética fusional, ou flexional, onde as palavras apresentam vários morfemas. Pode-se dizer que as línguas flexivas escondem de certa forma a correspondência entre os morfemas e as funções gramaticais. Isso pois em palavras como byliśmy (nós fomos ou nós estivemos) há morfemas que indicam o tempo (byl), a pessoa e o número (my).

- Alinhamento morfosintático - é uma língua nominativa-acusativa, ou seja, o sujeito nas frases com verbos transitivos e intransitivos é tratado da mesma maneira, utilizando o caso nominativo. O objeto é tratado diferentemente, geralmente marcado no acusativo ou no dativo.

- Estrutura das sentenças - SVO, ou seja, sujeito-verbo-objeto. Por ser um idioma fusional pode-se flexibilizar essa ordem, mas o mais comum em termos de língua falada e escrita é a ordem SVO.

## Gramática

### Categorias lexicais
O polonês não possui artigos. O polonês possui as seguintes classes gramaticais: substantivos (rzeczownik), adjetivos (przymiotnik), numerais (liczebnik), pronomes (zaimek), verbos (czasownik), sendo todas essas classes sujeitas a declinação e/ou conjugação, e as classes dos advérbios (przysłówek), preposições (przyimek), conjunções (spójnik) interjeições (wykrzyknik) e das partículas gramaticais (partykuła), que não são sujeitas a declinações.

### Declinação
O polonês é altamente flexível. Substantivos, adjetivos, pronomes, numerais, todas as classes de palavras são declinadas em sete casos diferentes:
- Nominativo: o modo neutro, utilizado isoladamente ou em sentenças sem verbo;
- Genitivo: utilizado para indicar posse ou relação de dependência (no português, utiliza-se "de")
- Dativo: utilizado em objetos indiretos, ou seja, que precisam de preposição para ligarem-se ao verbo;
- Acusativo: utilizado em objetos diretos, ou seja, que não precisam de preposição para ligarem-se ao verbo;
- Instrumental: utilizado para indicar o instrumento com o qual se faz uma ação ou para indicar companhia (exemplos no português: "Fiz o teste com minha caneta ou "Fui às compras com minha mulher)
- Locativo: utilizado para indicar o local onde ocorre a ação;
- Vocativo: utilizado para indicar a pessoa com quem se fala (como no português "Senhora Ana!").

#### Substantivos
Os substantivos podem ser declinados levando em conta o caso e o numeral (singular ou plural). Para muitos substantivos há resquícios do numeral dual, quando havia uma forma para dois e outra para quando houvesse mais do que três itens. Os substantivos, em geral, costumam ser declinados no nominativo no plural quando são em 2, 3 ou 4, sendo que para cinco ou mais costuma-se usar o plural do genitivo. Quanto ao gênero, os substantivos podem ser masculinos, femininos ou neutros.

#### Adjetivos
Os adjetivos podem ser declinados conforme o caso, o número e o gênero. Não há mais três gêneros quando falamos dos adjetivos, e sim cinco. O masculino humano (męskoosobowy), o masculino para objetos (męskorzeczowy), o masculino para animais (męskozwierzęcy), o feminino (żeński) e o neutro (nijaki).
Com dois numerais, cinco gêneros e sete casos, é possível que um mesmo adjetivo tenha quarenta e nove formações diferentes. Muitos adjetivos são irregulares e o formato deles no plural pode repetir em alguns casos. Vale lembrar também que o plural é mais simples: só se declina diferentemente o masculino humano, sendo que todos os outros modos não masculinos humanos dividem o mesmo plural.

#### Artigos
Os artigos são ausentes no polonês, assim como em todos os idiomas eslavos, exceto a língua búlgara. Para dizer "Eu leio um livro" ou "Eu escrevo o livro", diga respectivamente Czytam książkę ou Piszę książkę.

### Conjugação verbal
O polonês, como idioma indo-europeu, tem diversas conjugações diferentes, e os verbos são conjugados levando em conta o tempo, a pessoa, o numeral e o modo verbal. Os modos verbais perfeitos são utilizados para ações que tiveram início e fim. Não há presente para os verbos perfeitos. Os verbos imperfeitos são utilizados para descrever ações que tiveram início, mas não um fim. Ao contrário de outros idiomas indo-europeus, mas similarmente ao que ocorre em outros idiomas eslavos, os verbos perfeitos e imperfeitos são completamente separados uns dos outros — significa dizer que há um verbo especificamente perfeito e outro especificamente imperfeito para a mesma ação.
O passado e o presente têm suas próprias conjugações para a primeira, a segunda e a terceira pessoas tanto no singular quanto no plural. Para orações no futuro é apenas acrescentado o verbo być no futuro, como o exemplo a seguir, utilizando o verbo uczyć się, estudar: ja będę się uczyć, ty będziesz się uczyć, on będzie się uczyć, my będziemy się uczyć, wy będziecie się uczyć, oni będą się uczyć. Diferente do português, é que no passado e no futuro também há conjugações diferentes para o masculino e o feminino.

### Numerais
Os numerais em polonês seguem um padrão regular, porém de difícil compreensão para quem não fala o idioma ou outros idiomas com regras similares. Por exemplo, ao falar um złoty (que é a moeda oficial da Polônia) deve-se dizer jeden złoty, no nominativo singular. Para quantidades entre dois e quatro utiliza-se o nominativo plural, ou seja, dwa złote, trzy złote e cztery złote. Dali em diante todos os números de 5 em diante, até o 21, exigem que o nome seja declinado no genitivo plural. Portanto, cinco złoty na verdade fica pięć złotych e vinte e um złoty é dwadzieścia jeden złotych. Veja o exemplo a seguir:
- 1 = złoty (nominativo singular)
- 2, 3, 4; 22, 23, 24; 102, 103, 104; assim por diante = złote (nominativo plural)
- 0; 5, 6, 7, 8, 9, 10, 11 ... 21; 25...31; 35...41; assim por diante = złotych (genitivo plural)
- 0.1; 1.5; 2.5; frações em geral = złotego (genitivo singular)

Ainda sobre moedas, o separador decimal em polonês segue o mesmo padrão da língua portuguesa, ou seja, os milhares são separados com espaços ou pontos, e as casas decimais com vírgulas.

### Pronomes pessoais
Comunicação informal: Ja: eu, Ty: tu ou você, On, ona, ono: ele, ela, ele ou ela para palavras neutras; My: nós; Wy: vós; Oni, one: eles, elas. Comunicação formal: Pan: senhor; Pani: senhora. O plural do modo formal é państwo, em português, senhores (um casal).